# 9 Drezdeńska Dywizja Piechoty
9 Drezdeńska Dywizja Piechoty (9 DP) – związek taktyczny piechoty ludowego Wojska Polskiego.
Dywizja sformowana została latem i jesienią 1944, w okolicach Białegostoku, w składzie 3 Armii WP. 6 października 1944, po rozwiązaniu 3 AWP, dywizja weszła w skład 2 Armii WP.
Wiosną 1945 forsowała w pierwszym rzucie Nysę Łużycką i atakowała w kierunku na Drezno. W ostatnich dniach wojny wzięła udział w operacji praskiej. Działania wojenne zakończyła 12 maja w okolicach Politz.
19 sierpnia 1945 otrzymała miano „Drezdeńskiej”.
W 1947, w ramach GO „Wisła”, dywizja brała udział w akcji „Wisła”.
W marcu 1962 dywizja została przeformowana w 9 Dywizję Zmechanizowaną i skadrowana.

## Formowanie i szkolenie
Dywizję formowano w Białymstoku i w okolicach pod nadzorem Szefostwa Mobilizacji WP, według etatu gwardyjskiego Armii Czerwonej. Jednostki dywizji miały być skompletowane z podoficerów i szeregowych zmobilizowanych przez stacjonujący w koszarach im. Józefa Bema 4 zapasowy pułk piechoty. Ogółem dywizja miała liczyć 11 101 żołnierzy. W jej skład weszło:
- Dowództwo 9 Dywizji Piechoty
- 26 pułk piechoty – formował się w Gajownikach, Klepaczach i Niewodnicy Kościelnej;
- 28 pułk piechoty – formował się w Hryniewiczach
- 30 pułk piechoty – formował się w Ignatkach
- 40 pułk artylerii lekkiej – formował się w Olmontach
- 12 dywizjon artylerii pancernej
- 20 batalion saperów
- 15 batalion sanitarny
- 9 batalion szkolny
- 9 kompania rozpoznawcza
- 16 kompania łączności
- 11 kompania chemiczna
- 13 kompania transportowa
- 10 piekarnia polowa

Dywizja winna zakończyć proces formowania do 20 września. Termin przedłużono jednak do 10 października. W jej składzie znaleźli się też ochotnicy z oddziałów partyzanckich.
W połowie października stanowiska oficerskie były obsadzone w 40%. Obsada stanowisk szeregowych w zasadzie zbliżona była do etatu.
16 października rozpoczęto szkolenie bojowe. 29 października dywizja złożyła przysięgę na leśnej polanie koło wsi Hryniewicze. Przysięga i uroczystość wręczenia dywizji sztandaru 11 listopada 1944 zakończyły okres formowania dywizji.
Dywizja szkoliła się według radzieckiego 1,5-miesięcznego programu szkolenia. Żołnierze mieli go realizować od 16 października do 10 grudnia. Pobudkę zarządzano o 6:00. Następnie spożywano śniadanie. Po śniadaniu żołnierze przez 6 godzin szkolili się. O 13:30 planowany był obiad i odpoczynek, po którym przez kolejne 5,5 godziny szkolono się nadal. Od 21:00 czyszczono broń. Od 21:30 do 22:00 spożywano kolację. Po kolacji żołnierze uczestniczyli w zajęciach kulturalno-oświatowych. O 22.45 rozpoczynał się apel wieczorny, po którym śpiewano Rotę. O 23:00 ogłaszano capstrzyk.
Realizowano również szkolenie specjalistyczne. Szkolono dowódców drużyn piechoty i ckm, działonów moździerzy 82 i 120 mm, celowniczych rusznic radiotelegrafistów i telefonistów, saperów itp.
16 stycznia 1945 artyleria dywizji odbyła ostre strzelanie z moździerzy i dział.
Skomplikowane warunki społeczno-polityczne, braki w zaopatrzeniu, a także nie najlepsza dyscyplina powodowały w dywizji masowe dezercje. W październiku i listopadzie zdezerterowało 355 żołnierzy, w tym 101 z bronią. Ostra reakcja dowództwa, kierowania zatrzymanych pod sąd i wprowadzenia elementów odpowiedzialności zbiorowej wobec rodzin spowodowała, że w grudniu 1944 dezercje prawie nie występowały.
W końcu października dywizję przegrupowano w rejon Radzynia Podlaskiego i rozlokowano w miejscowościach: dowództwo i sztab dywizji w Jurkach; 26 pułk w Lipniakach, Pasiekach i Olszewnicy; 28 pułk w Żakowoli Radzyńskiej i Turowie; 30 pułk w Turowie, a 40 pułk w Zosinowie; pododdziały dywizyjne w Krętówce, Gruszynach, Wygnance i Grabowcu.

## Działania bojowe

### Marsz w kierunku frontu
28 stycznia 9 DP rozpoczęła przegrupowanie z Podlasia na zachodni brzeg Wisły w rejon Piotrkowa Trybunalskiego. Maszerowano przez Turów, Kock, Dęblin, Radom, Opoczno. 5 lutego dywizja osiągnęła nakazany rejon. Jej oddziały rozlokowały się następująco: dowództwo i sztab dywizji – 2 km na wschód od Piotrkowa, 26 pułk w Kłudzicach, 28 pułk w Longinówce, a 40 pułk w Uszczynie, jednostki dywizyjne w rejonie na południowy wschód od Piotrkowa.
18 lutego 1945 dywizja defilowała w Piotrkowie Trybunalskim.
Od 21 lutego planowano kolejne przegrupowanie. 9 dywizja miała maszerować po drodze: Piotrków, Kalisz, Jarocin, Środa, Swarzędz, Oborniki, Czarnków, Trzcianka. Trasę 325 km dywizja miała pokonać od 25 lutego do 11 marca. Od linii Słupca, Pyzdry, Jarocin wojska maszerowały w nocy. Ogólna długość kolumny dywizji wynosiła około 21 km. W trakcie przegrupowania dywizja defilowała 2 marca w Kaliszu oraz 8 marca w Poznaniu.
7 marca dywizja otrzymała nowe zadanie. Jej trasa przemarszu wydłużyła się prawie do 450 km. Wyznaczono jej nowy rejon: Stare Kurowo – Nowe Drawsko. 13 marca główne siły dywizji minęły przedwojenną granicę polsko-niemiecką.
Po ześrodkowaniu się na Pomorzu, 2 Armia WP, w celach szkoleniowych rozbudowywała obronę okrężną w drugim rzucie frontu. 9 Dywizja miała bronić rubieży: Górki, Zwierzyn, Stare Kurowo, Słonów, Nowe Drezdenko, Bielice Nowe. Rozbudowa inżynieryjna obrony trwała do 19 marca. W celu zapewnienia wysokiej dyscypliny polecono z pierwszorzutowych jednostek usunąć kobiety i skierować je do batalionu sanitarnego. Kolejne decyzje przełożonych nakazywały dywizji maszerować pod Wrocław. Istniała koncepcja użycia 2 Armii w walkach o to miasto. Jednak po krótkim postoju w rejonie Wzgórz Trzebnickich, w nocy z 10 na 11 kwietnia wojska ruszyły nad Nysę Łużycką, gdzie zajęły obronę w pasie: 2 km od Młotkowa do folwarku Wysokie.

### Walki w Łużycach
Planowanie działań
2 armia WP miała wziąć udział w operacji berlińskiej i stanowić ubezpieczenie zgrupowania uderzeniowego 1 Frontu Ukraińskiego. Zgodnie z decyzją dowódcy armii nacierać miały wzmocnione 8 i 9 Dywizja. Prawe skrzydło armii miało prowadzić początkowo działania wiążące, a następnie wykorzystując powodzenie zgrupowania uderzeniowego poszerzać włamanie. Artyleria miała poprzedzić atak piechoty 145-minutowym przygotowaniem artyleryjskim, a wojska chemiczne miały na Nysie postawić zasłonę dymną.
9 kwietnia o 6:00 dywizja stanęła nad Nysą w rejonie Ruszowa Szklarnia. Przed jej frontem broniły się kompanie 128 batalionu Volkssturmu. Dywizję wzmocniono 44 pah, 1/16 BPanc, 3 i 4/28 papanc, 14 BAPpanc bez 78 ppanc, 20 bsap i dywizjonem 98 pułku moździerzy Gwardii.
Dywizja otrzymała zadanie przełamać niemiecką obronę na południe od Rothenburga i opanować do końca dnia rubież szosy Rietschen-Schwarzer Schöps (Čorny Šepc) w pasie natarcia. W drugim dniu operacji dywizja miała wyjść na rubież Förstgen, Ober i Nieder Oelsa, wzgórze 307,2, a oddziałami wydzielonymi uchwycić przeprawy na Szprewie i Spreewiese. W trzecim dniu osiągnąć linię Saritsch-Loga-Schmochtitz . W okresie przełamania na kierunku głównego uderzenia działać miał 28 pułk piechoty. Na lewym skrzydle nacierał 26 pp, który we współdziałaniu z 37 pp 7 DP miał opanować Rothenburg. Dywizja została ugrupowana w dwa rzuty – 26 i 28 w pierwszym, a 30 pułk w drugim.
Natarcie
16 kwietnia 1945 dywizja sforsowała Nysę Łużycką i uderzyła na niemieckie pozycje, zdobywając Geheege. 28 pp pod koniec dnia został zatrzymany przez Niemców w miejscowości Horka. 26 pp po sforsowaniu Nysy Łużyckiej walczył o Rothenburg, zdobywając go wieczorem. 17 kwietnia 28 pp atakował Nieder Horka, a 26 pp Uhsmannsdorf, które zdobył. Następnie po półtoragodzinnej walce dywizja sforsowała Weißer Schöps (Běły Šepc), po południu przekroczyła kanał Neugraben i wieczorem jej natarcie zostało zatrzymane pod Niesky. 18 kwietnia wraz z 8 DP zdobyła Niesky i następnie 26 pp dotarł do Förstgen, a 30 pp zdobył Guttau. 19 kwietnia 26 pp i 30 pp dotarły do Sprewy i 30 pp zdobył przyczółek na drugim brzegu rzeki koło Klix. 20 kwietnia dywizja ruszyła do pościgu. Przed dywizją uderzała 3 BPanc. W rejonie Bolbritz oddziały te przejęły szosę Budziszyn-Drezno i opanowały miejscowości Göda i Dobranitz, oskrzydlając Budziszyn od północy. W dniach 21 i 22 kwietnia dalej trwał pościg za uchodzącym wrogiem i wieczorem 22 kwietnia dywizja podeszła do przedmieść Drezna i tu przeszła do obrony. 24 kwietnia została zaatakowana przez niemieckie oddziały z Drezna, które zaatakowały 26 pp i zdobyły Großröhrsdorf. W mieście tym zginęło 138 żołnierzy pułku, a drugie tyle było rannych.
Wycofanie spod Drezna
W związku z trwającą bitwą budziszyńską dowódca armii postanowił wycofać także 9 DP.
Zgodnie z rozkazem gen. Świerczewskiego dywizja miała oderwać się od nieprzyjaciela i zająć obronę na linii Kamenz - Kuckau (rubież: wzgórze 172,7, Thonberg, Kuckau do wzgórza 213,0), oddaloną od zajmowanych pozycji o ok. 12 km. Pułki miały wycofywać się w trzech równoległych kolumnach, mogących się nawzajem wspierać. Pułki 28. i 30. wyruszyły wieczorem 26 kwietnia, natomiast 26 pp rozpoczął z niewiadomych przyczyn samotny odwrót 9 godzin przed nimi, już o godz. 9.00. Z uwagi na pośpiech, popełniano kardynalne błędy taktyczne.
Przegrupowanie rozpoczęto bez rozpoznania. Wysłany bez ubezpieczenia transport rannych został wymordowany w rejonie wsi Horka.
Kolumny pułków były bez przerwy atakowane, a opór wroga narastał. Spowodowało to stałe zatrzymywanie maszerujących batalionów. Do tyłów 26 pułku dołączyły tyły dywizji, batalion szkolny, 12 dywizjon pancerny i baterie 9 BAPpanc. Wystąpiły ogromne trudności w dowodzeniu zbitymi na małej przestrzeni oddziałami.
30 pułk po przekroczeniu Pulsnitz został zaatakowany z różnych kierunków. Nocne ataki nieprzyjaciela wywołały zamieszanie i popłoch. Dowództwo zarządziło postój nocny w rejonie Jauer. 28 pułk – północna kolumna dywizji – bez większego oddziaływania ze strony Niemców rano 27 kwietnia osiągnął rubież Thonberg-Miltitz. 27 kwietnia położenie dywizji było jeszcze trudniejsze. 26 pp wycofał się do Panschwitz i Kuckau, w okolice rozmieszczenia sztabu dywizji. Zorganizowano obronę tych miejscowości. Próby zorganizowania natarcia w kierunku Radibor nie miały powodzenia. 27 kwietnia wieczorem skierowano dywizję na północ. Koncentrycznie podjęły natarcie pułki 14 Dywizji gwardii. W czasie wychodzenia z okrążenia, do niewoli dostał się dowódca 9 DP płk Aleksander Łaski. Straty 9 dywizji wyniosły około 40% stanu oraz większość sprzętu artyleryjskiego, saperskiego i chemicznego.

### Operacja praska
W dniach 6-12 maja 9 Dywizja Piechoty wzięła udział w operacji praskiej. 8 maja 1945 o 19:00 dywizja wyszła nad Łabę. Do 12 maja prowadził działania w Czechach 30 pułk piechoty osiągając w godzinach wieczornych Politz.
13 maja dywizja wyruszyła do kraju. maszerowała przez Zgorzelec, Wrocław do Opola, a stamtąd koleją na Rzeszowszczyznę. 340 kilometrowy marsz zakończyła 10 czerwca w Rzeszowie.
W walkach na froncie od 16 kwietnia do 12 maja 1945 dywizja straciła 4020 żołnierzy, w tym: 355 oficerów, 773 podoficerów i 2892 szeregowców. Straty bezpowrotne dywizji wyniosły 1487 żołnierzy. Za męstwo i odwagę na froncie 1016 żołnierzy dywizji wyróżniono wysokimi odznaczeniami wojskowymi: 67 Krzyżem Grunwaldu, 21 Orderem Virtuti Militari oraz 926 Krzyżem Walecznych.
|  |  |  |  |  |

## Sztandar dywizji
Sztandar ufundowany przez społeczeństwo Białegostoku. 11 listopada 1944 w Białymstoku, gen. Michał Rola-Żymierski,wręczył sztandar dowódcy dywizji, płk. Łaskiemu. Od dowódcy dywizji przejął sztandar dowódca 26 pułku piechoty, ppłk Sosnora. W czasie walk znak dywizyjny znajdował się przy 26 pp. Podczas krytycznej sytuacji w rejonie Kuckau-Siebitz, kiedy to dywizja została okrążona przez oddziały pancerne nieprzyjaciela w obawie utraty sztandaru zakopano go w ziemi. Sztandar odkopano po kilku dniach, gdy rejon jego ukrycia znalazł się znów w rękach Polaków.
Opis sztandaru:

Płat o wymiarach 97 x 97 cm, z trzech stron obszyty żółtym, jedwabnym sznurkiem przymocowany do drzewca przy pomocy siedmiu tasiemek biało-czerwonych. Drzewce z jasnego politurowanego drewna składa się z dwóch części skręconych za pomocą okuć stalowych. Głowica w kształcie grotu wspartego na kuli. Do drzewca przymocowana wstęga biało-czerwona.
Strona główna:

Na czerwonym polu haftowany białą nicią orzeł wsparty na tarczy amazonek i napis haftowany białą nicią: "BÓG I OJCZYZNA".

## Okres powojenny
4 lipca 1945 dekretem Rady Najwyższej ZSRR została odznaczona Orderem Czerwonego Sztandaru.
We wrześniu 1945 sztab dywizji stacjonował w Rzeszowie. W latach 1946–1947 Dywizja walczyła ze zbrojnym podziemiem na terenie Małopolski w ramach GO "Rzeszów".
Zgrupowanie z 9 DP w składzie 3, 4, 5, 14, 26, 28, 30 kombinowane pułki piechoty (łącznie ok. 2700 żołnierzy) brało udział w ramach GO "Wisła" w operacji wysiedlania ludności ukraińskiej i walkach z UPA (akcja "Wisła").
Dopiero w 1949 dywizja przeszła na etat pokojowy nr 2/75a/2/52. Organizacyjnie wchodziła w skład 12 Korpusu Piechoty, który podlegał 5 Okręgowi Wojskowemu stacjonującemu w Krakowie.

### Struktura organizacyjna dywizji
W 1948
Dowództwo 9 Dywizji Piechoty – Rzeszów
- 26 pułk piechoty – Sanok
- 28 pułk piechoty – Przemyśl
- 30 pułk piechoty – Rzeszów
- 40 pułk artylerii lekkiej – Jarosław
- 12 dywizjon artylerii przeciwpancernej – Łańcut
- 20 batalion saperów – Dębica

W 1951 przeniesiono dywizję na etaty dywizji piechoty typu B „konna mała”.
Struktura w 1952, w składzie 12 KA
Dowództwo 9 Dywizji Piechoty – Rzeszów
- 29 batalion łączności – Rzeszów
- 26 pułk piechoty – Sanok
- 28 pułk piechoty – Przemyśl
- 30 pułk piechoty – Rzeszów
- 40 pułk artylerii lekkiej – Jarosław
- 25 daplot – Jarosław
- 12 dywizjon artylerii przeciwpancernej – Przemyśl
- 20 batalion saperów – Łańcut

Wiosną 1957 dywizja została zreorganizowana i otrzymała etaty dywizji piechoty typu B
Struktura w 1960
Dowództwo 9 Dywizji Piechoty – Rzeszów
- 29 batalion łączności – Rzeszów
- 4 pułk piechoty – Kielce
- 14 pułk piechoty – Tarnów
- 30 pułk piechoty – Rzeszów
- 24 batalion czołgów – Sanok
- 40 pułk artylerii – Jarosław
- 25 dywizjon artylerii przeciwlotniczej – Jarosław
- 12 dywizjon artylerii przeciwpancernej – Przemyśl
- 13 batalion saperów – Dębica

Na podstawie zarządzenia Nr 023/Org. szefa Sztabu Generalnego WP z 7 marca 1962 3 DP została przeformowana w 9 Dywizję Zmechanizowaną i skadrowana.

## Żołnierze dywizji
Dowódcy dywizji :
- p.o. płk Aleksander Sadowski (3 września – 23 września 1944)
- płk Aleksander Łaski (23 września 1944 – 27 kwietnia 1945)
- płk Witold Popko (28 kwietnia 1945 – 11 października 1946))
- płk Ignacy Wieliczko (11 października 1946 – 17 lipca 1947)
- ppłk dypl. Edmund Wiktor Ginalski (17 lipca – 18 listopada 1947)
- płk dypl. Michał Chiliński (18 listopada 1947 – 20 kwietnia 1948)
- ppłk/płk Tadeusz Pawełczak (20 kwietnia 1948 – 1 lutego 1950)
- płk Michał Sadykiewicz (1950 – 1953)
- ppłk Stanisław Wytyczak (18 listopada 1953 – 1 listopada 1954)
- ppłk/płk Jan Szwedyk (1954-1960)
- gen. bryg. Jan Drzewiecki (6 czerwca 1960 – 19 kwietnia 1962)

Odznaczeni Krzyżem Srebrnym Orderu Virtuti Militari (oddziały dywizyjne bez pp i pal)
1. por. Ludwik Buchajster - 20 bsap.
2. mjr Marian Gutaker - z/ca dcy dywizji ds. pol.-wych.
3. por. Bolesław Jacek - 12 dapanc.
4. kpt. Piotr Kaszewski - 12 dapanc.
5. chor. Stanisław Kłosowski - 12 dapanc.
6. ppor. Stefan Kulik - 20 bsap.
7. por. Paweł Kuź - 9 kzwiad.
8. ppor. Hubert Lewandowski - 9 bszk.
9. mjr Teodor Magier - sztab dywizji
10. ppłk Wasyl Połukarow - AD
11. ppor. Wojciech Rajca - 12 dapanc.
12. mjr Aleksiej Szmonin - sztab dywizji
13. ppor. Tadeusz Szyszło - 12 dapanc.
14. por. Ignacy Welker - Wydz. pol.-wych. dywizji

## Upamiętnienie
- 11 października 1974 imię 9 Drezdeńskiej Dywizji Piechoty nadano Hufcowi ZHP Sanok, który nosił je do końca lat 80[16][17].

- W 32 rocznicę powstania ludowego Wojska Polskiego w 1975 imię artylerzystów 9 Drezdeńskiej Dywizji Piechoty nadano Zespołowi Szkół Rolniczych w Oleszycach, a 1 października 1975 w holu budynku szkoły odsłonięto tablicę upamiętniającą[18].